# Mungoksodo-dong
Mungoksodo-dong (koreanska: 문곡소도동) är en stadsdel i kommunen Taebaek i provinsen Gangwon i Sydkorea, 180 km öster om huvudstaden Seoul.